# Liste der Pfarren im Dekanat Krappfeld
Das Dekanat Krappfeld ist ein Dekanat der römisch-katholischen Diözese Gurk.

## Pfarren mit Kirchengebäuden
| Pfarre                   | Ink.              | Patrozinium               | Kirchengebäude | Bild |
| Althofen                 |                   | Hl. Thomas von Canterbury | Pfarrkirche Althofen Untermarkter Kirche, Kapelle Pfarrzentrum, Filialkirche Rabenstein, Kalvarienbergkirche                                              |      |
| Eberstein                |                   | Hlgst. Herz Jesu          | Pfarrkirche Eberstein |      |
| Guttaring                |                   | Hl. Rupert                | Pfarrkirche Guttaring Filialkirche Deinsberg, Filialkirche St. Gertraud, Wallfahrtskirche Maria Hilf ob Guttaring                                         |      |
| Hohenfeistritz           |                   | Unsere Liebe Frau         | Pfarrkirche Hochfeistritz |      |
| Hüttenberg               |                   | Hl. Nikolaus              | Pfarrkirche Hüttenberg Filialkirche Zosen, Filialkirche Knappenberg                                                                                       |      |
| Kappel am Krappfeld      |                   | Hl. Paulus                | Pfarrkirche Kappel am Krappfeld Filialkirche Haidkirchen                                                                                                  |      |
| Kirchberg                | Sankt Peter (OSB) | Maria Moos                | Pfarrkirche Kirchberg |      |
| Klein St. Paul           |                   | Hl. Paulus                | Pfarrkirche Klein St. Paul |      |
| Lölling                  |                   | Hl. Georg                 | Pfarrkirche Lölling |      |
| Maria Waitschach         |                   | Unsere Liebe Frau         | Pfarrkirche Maria Waitschach |      |
| Silberegg                |                   | Hl. Georg                 | Pfarrkirche Silberegg |      |
| St. Johann am Pressen    |                   | Hl. Johannes der Täufer   | Pfarrkirche St. Johann am Pressen Filialkirche Mosinz |      |
| St. Martin am Krappfeld  |                   | Hl. Martin                | Pfarrkirche St. Martin am Krappfeld Filialkirche Passering, Filialkirche St. Klementen, Filialkirche St. Florian ob Mannsberg, Filialkirche St. Willibald |      |
| St. Martin am Silberberg |                   | Hl. Martin                | Pfarrkirche St. Martin am Silberberg |      |
| St. Oswald ob Hornburg   |                   | Hl. Oswald                | Pfarrkirche St. Oswald ob Hornburg |      |
| St. Stefan am Krappfeld  |                   | Hl. Stephanus             | Pfarrkirche St. Stefan am Krappfeld Filialkirche St. Kosmas                                                                                               |      |
| St. Walburgen            |                   | Hl. Walburga              | Pfarrkirche St. Walburgen Filialkirche Mirnig |      |
| Wieting                  | Sankt Peter (OSB) | Hl. Margareta             | Pfarrkirche Wieting |      |

## Dekanat Krappfeld
Das Dekanat umfasst 18 Pfarren.